# Batarà crestabarrat
El batarà crestabarrat (Thamnophilus multistriatus) és una espècie d'ocell de la família dels tamnofílids (Thamnophilidae).

## Hàbitat i distribució
Viu entre la malesa del bosc als Andes de Colòmbia i l'extrem nord-oest de Veneçuela.